# Liste der Monuments historiques in Charigny
Die Liste der Monuments historiques in Charigny führt die Monuments historiques in der französischen Gemeinde Charigny auf.

## Liste der Immobilien
| Bezeichnung | Beschreibung           | Standort              | Kennzeichnung | Schutzstatus | Datum | Bild           |
| ----------- | ---------------------- | --------------------- | ------------- | ------------ | ----- | -------------- |
| Wegekreuz   | Stein, 15. Jahrhundert | Ancienne Route (Lage) | PA00112179    | Classé       | 1929  | weitere Bilder |

## Liste der Objekte
| Bezeichnung | Beschreibung          | Standort                                      | Kennzeichnung | Schutzstatus | Datum | Bild |
| ----------- | --------------------- | --------------------------------------------- | ------------- | ------------ | ----- | ---- |
| Glocke      | Bronze, 1543 gegossen | in der Kirche St-Martin-et-St-Renobert (Lage) | PM21004863    | Inscrit      | 2013  |      |